# 林登格羅夫 (明尼蘇達州)
林登格羅夫（英語：Linden Grove）是位於美國明尼蘇達州聖路易斯縣林登格羅夫鎮區的一個非建制地區。

## 地理
林登格羅夫所處的海拔為高於海平面399米（即1309英呎），而該地所採用的時區為UTC-6，即北美中部時區（CST）。同時該地設有夏令時間，為UTC-6調快一小時，即UTC-5（CDT）。